# Coigneux
Coigneux (picardisch: Cognu) ist eine nordfranzösische Gemeinde mit 49 Einwohnern (Stand 1. Januar 2022) im Département Somme in der Region Hauts-de-France. Die Gemeinde gehört zum Kanton Albert und ist Teil der Communauté de communes du Pays du Coquelicot.

## Geographie
Die Gemeinde am Nordrand der Picardie liegt zwischen Sailly-au-Bois im Osten und Couin im Westen (beide im Département Pas-de-Calais). In Coigneux entspringt bei der Fontaine du Rossignol die Authie.

## Geschichte
Die Gemeinde erhielt als Auszeichnung das Croix de guerre 1914–1918.

## Einwohner
| 1962 | 1968 | 1975 | 1982 | 1990 | 1999 | 2006 | 2010 | 2018 |
| ---- | ---- | ---- | ---- | ---- | ---- | ---- | ---- | ---- |
| 91   | 86   | 71   | 64   | 56   | 50   | 47   | 48   | 49   |

## Sehenswürdigkeiten

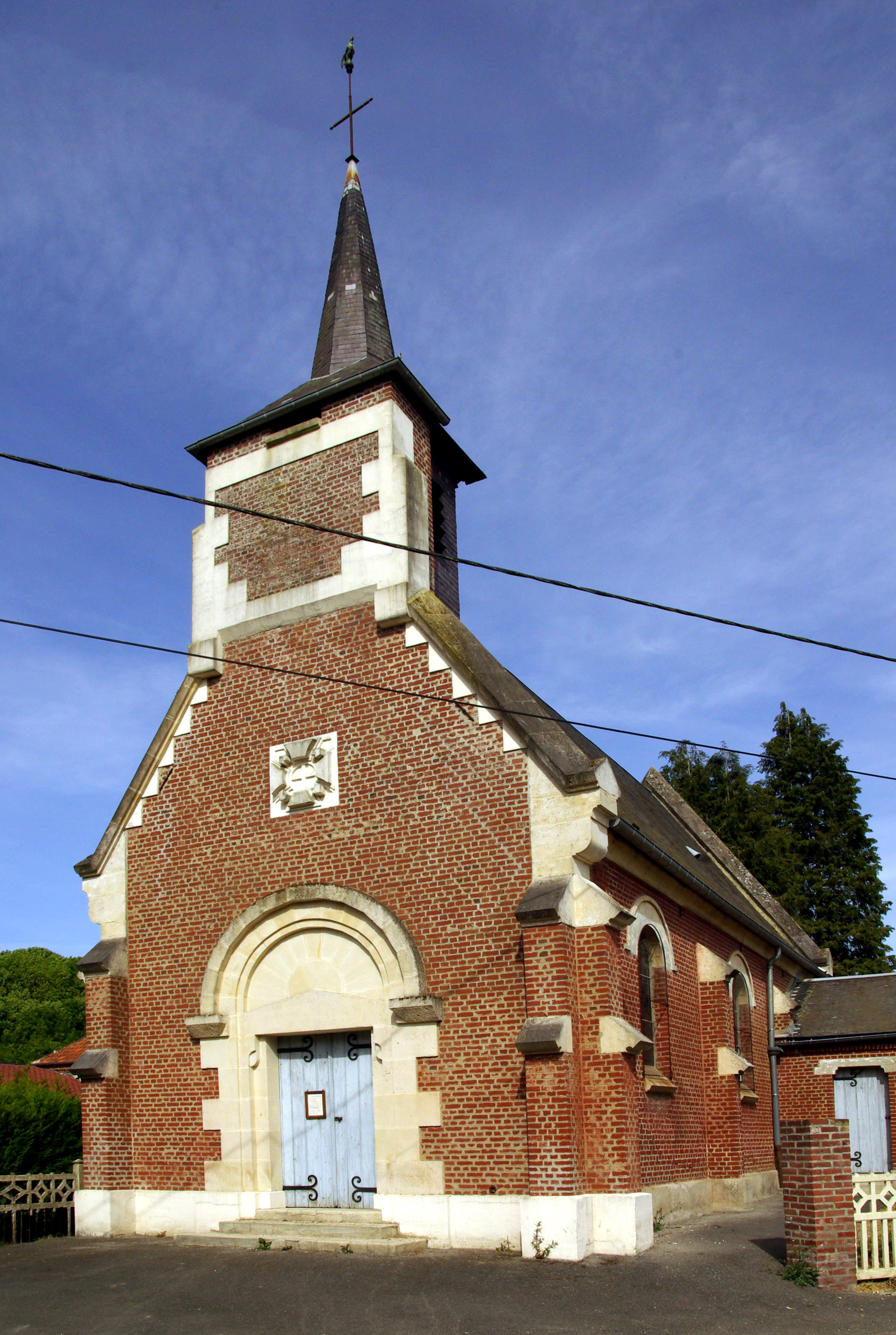
Kirche Saint-Géry

- Die nach dem Ersten Weltkrieg wieder aufgebaute Kirche Saint-Géry, die bei einer Munitionsexplosion um 1920 zerstört worden war.
- Eine um 1660 von Henri de La Tour d’Auvergne, vicomte de Turenne gepflanzte Linde an der Grenze zwischen Coigneux und Couin, mit einer Statue der Notre-Dame de Consolation in einer Nische.

## Persönlichkeiten
- Jean-Baptiste Alexandre Cavrois (1774–1820), Brigadegeneral unter Napoleon, hier geboren.